# ISO 3166-2:HT
کد ISO 3166-2:HT بخشی از استاندارد ایزو ۳۱۶۶ برای کشور هائیتی است که توسط سازمان بین‌المللی استانداردسازی ISO تنظیم شده‌است این سازمان، کدهای استاندارد را برای تقسیمات کشوری (ایالتها یا استانهای) کشورهای فهرست شده در استاندارد ایزو ۳۱۶۶-۱ تعریف می‌کند.
هر کد شامل دو بخش می‌گردد که توسط علامت - جدا می‌گردند.
- بخش نخست HT که در ایزو ۳۱۶۶-۱ آلفا-۲ کد کشور هائیتی است.
- بخش دوم شامل یک یا دو یا سه حرف است که بیان‌کننده استان یا ایالت کشور هائیتی می‌باشد.

## کدها
| کدها  | بخش               |
| ----- | ----------------- |
| HT-AR | شهرستان آرتیبونیت |
| HT-CE | شهرستان مرکزی     |
| HT-GA | شهرستان گرندآنسه  |
| HT-NI | شهرستان نیپ       |
| HT-ND | شهرستان شمالی     |
| HT-NE | شهرستان شمال شرقی |
| HT-NO | شهرستان شمال غربی |
| HT-OU | شهرستان غربی      |
| HT-SD | شهرستان جنوبی     |
| HT-SE | شهرستان جنوب شرقی |